# 霍華·維茨金
霍華‧維茨金（英語：Howard Waitzkin，1945年9月6日—），美國社會學家。1972年畢業於哈佛大学，取得醫學與社會學的博士學位，任新墨西哥大學社會學系的特聘教授、伊利諾大學醫學系的兼任教授，新墨西哥州北方地區內科執業醫師。

## 生平
霍華‧維茨金，1945年9月6日生於美國俄亥俄州的巴伯頓，1959-1963年就讀于一所位于俄亥俄州哈德遜的高中。1972年其博士畢業後即在史丹佛大學和馬薩諸塞州醫院开启了醫師生涯。他的工作中心是在國際比較視角下的衛生政策以及基礎醫療中的心理社會問題。他是提出單付款人建議的共同作者，並在新英格蘭醫學雜誌上發表此國家衛生計劃，後來也在美國國會上提出。他參與了改進的健康照護可近性的活動，並在新墨西哥州進行醫療補助管理護理的研究，託管護理擴散到拉丁美洲、全球貿易和公共衛生，得到世界衛生組織、國家心理健康研究所和聯合國的支持。
維茨金獲得了傅爾布萊特新世紀學者的認可；約翰·西蒙古根海姆紀念基金會的研究員； Leo G. Reeder醫學社會學傑出獎學金獎（與醫學相關的社會科學最高職業成就獎）和傑出出版的艾略特·弗里森獎，美國社會學協會醫學社會學科；並獲得新墨西哥公共衛生協會頒發的Jonathan Mann終身承諾公共衛生和社會正義問題獎。他是五本書的作者，其中包括The Politics of Medical Encounters: How Patients and Doctors Deal with Social Problems（耶魯大學出版社，1991年），The Second Sickness: Contradictions of Capitalist Health Care（自由出版社，Rowman和Littlefield，更新版，2000年），At the Front Lines of Medicine（Rowman and Littlefield，2001，平裝版，2004）和“Medicine and Public Health at the End of Empire”（Paradigm Publishers，2011），以及200多篇文章和章節。
霍華‧維茨金的貧窮家境使他可以站在窮人的角度去思考整個醫病關係，因為他幼年時也因為經濟狀況在尋求醫療幫助時遭遇困難，促使他想要去改變醫生與病人之間的關係。整體來說，社會經濟結構是導致不平等的一大原因，也因為知識面的不平等，醫生與病人需要具備同理心，有效的溝通才能完善治療。

## 獲獎紀錄
- Leo G. Reeder醫學社會學傑出獎學金獎（與醫學相關的社會科學最高職業成就獎）(1997)
- 傅爾布萊特新世紀學者的認可(2001-2002)
- 約翰·西蒙古根海姆紀念基金會的研究員(2002-2003)
- 新墨西哥公共衛生協會頒發的Jonathan Mann終身承諾公共衛生和社會正義問題獎。(2003)
- 傑出出版的艾略特·弗里森獎，美國社會學協會醫學社會學科(2012)
- 美國社會學協會所頒發的馬克斯社會主義終生成就(2016)

## 著作
- The Exploitation of Illness in Capitalist Society. Bobbs-Merrill. 1974. (with Barbara Waterman)
- The Politics of Medical Encounters: How Patients and Doctors Deal with Social Problems. Yale University Press. 1991.
- The Second Sickness: Contradictions of Capitalist Health Care. Rowman & Littlefield. 2000.
- At the Front Lines of Medicine. Rowman & Littlefield. 2001.
- Medicine and Public Health at the End of Empire. Paradigm Publishers. 2011.
- Medicine and Public Health at the End of Empire. Routledge.
- Health Care Under the Knife: Moving Beyond Capitalism for Our Health. Monthly Review Press. 2018.